# Tautonyme
Un tautonyme est un nom scientifique d'espèce dont les deux parties ont la même orthographe (exemple : Rattus rattus), voire un nom de sous-espèce dont les trois parties ont la même orthographe (exemple : Bison bison bison). La première partie du nom est le nom du genre et la deuxième partie est l'épithète spécifique (Code international de nomenclature pour les algues, les champignons et les plantes, CIN) ou le nom spécifique (Code international de nomenclature zoologique, CINZ).
La tautonymie (l'utilisation de tautonymes) est permise dans la nomenclature zoologique. 
Dans les règles de nomenclature botanique (qui s'applique de manière rétroactive), les tautonymes sont explicitement interdits. Prenons par exemple le tautonyme botanique Larix larix. Le Mélèze d'Europe, d'abord appelé Pinus larix L. (1753), a été déplacé dans le genre Larix en 1880 par Gustav Hermann Karsten. Il propose alors de créer un tautonyme. Selon les règles établies en 1906, qui sont appliquées rétroactivement, Larix larix ne doit ni ne peut exister. Dans un tel cas, soit le prochain premier nom validement publié doit être trouvé, dans ce cas Larix decidua Mill. (En 1768), ou (en son absence), une nouvelle épithète doit être publiée.